# سازمان بورس و اوراق بهادار
سازمان بورس و اوراق بهادار، یک مؤسسه عمومی غیردولتی دارای شخصیت حقوقی و مالی مستقل است که از محل کارمزدهای دریافتی و سهمی از حق‌پذیرش شرکت‌ها در بورس‌ها و دیگر درآمدها اداره می‌شود.

منابع لازم برای آغاز فعالیت و راه‌اندازی این سازمان (در سال ۱۳۸۴) از محل وجوه امانی «شورای بورس (سابق)» نزد «سازمان کارگزاران بورس اوراق بهادار تهران (سابق)» تأمین شد.

## تاریخچه
پیش از تأسیس سازمان بورس و اوراق بهادار (در سال ۱۳۸۴)، «سازمان کارگزاران بورس اوراق بهادار تهران (سابق)»، هم‌زمان، عهده‌دار نظارت و عملیات بازار اوراق بهادار ایران بود؛ ولی، با تصویب قانون بازار اوراق بهادار جمهوری اسلامی ایران توسط مجلس شورای اسلامی (۱ آذر ۱۳۸۴) عملیات اجرایی بورس‌ها به بورس اوراق بهادار تهران، فرابورس ایران، بورس کالای ایران و بورس انرژی ایران (همگی در قالب شرکت سهامی عام) و مسئولیت نظارت بر این بورس‌ها، نهادهای مالی و اوراق بهادار به شورای عالی بورس و اوراق بهادار و سازمان بورس و اوراق بهادار واگذار شد. ریاست سازمان بورس و اوراق بهادار از ابتدای تأسیس بر عهده علی صالح‌آبادی بود و در ۲۵ آذر ۱۳۹۳، محمد فطانت‌فرد عهده‌دار این وظیفه شد.
پس از استعفای محمد فطانت‌فرد، در تاریخ ۵ مرداد ۱۳۹۵ شاپور محمدی ریاست این سازمان را بر عهده گرفت. پس از استعفای شاپور محمدی، حسن قالیباف اصل رئیس سازمان بورس و اوراق بهادار ایران از ۲۳ فروردین ۱۳۹۹ تا ۳۰ دی ۱۳۹۹ بود که از سمت خود استعفا کرد. ساختمان جدید سازمان بورس اوراق بهادر با هزینه بیش از ۲ هزار میلیارد در سال ۱۳۹۸ پس از ۱۰ سال بهره‌برداری شد.
بعد از استعفای قالیباف اصل محمدعلی دهقان دهنوی از ۷ بهمن ۱۳۹۹ تا ۲۱ مهر ۱۴۰۰ رئیس این سازمان بود. پس از اتمام دوره ۵ ساله اعضای هیئت مدیره سازمان بورس و انتخاب اعضای جدید آن، در تاریخ ۲۱ مهر ۱۴۰۰ مجید عشقی به عنوان رئیس این سازمان انتخاب شد. عشقی در ۱۷ شهریور ۱۴۰۳ از ریاست سازمان استعفا کرد و استعفای وی پذیرفته شد. در ۲۰ شهریور ۱۴۰۳ حجت‌الله صیدی به‌عنوان رئیس سازمان بورس و اوراق بهادار انتخاب شد.